# تام بریجر
توماس «تامی» بریجر (انگلیسی: Thomas "Tommy" Bridger؛ زادهٔ ۲۴ ژوئن ۱۹۳۴ در وولمر گرین، هرتفوردشر، درگذشتهٔ ۳۰ ژوئیهٔ ۱۹۹۱ در لوژی کولدستون، ابردین‌شیر) رانندهٔ مسابقات اتومبیل‌رانی فرمول یک اهل بریتانیا بود که در فصل ۱۹۵۸ در مجموع در یک گراند پری شرکت کرد، اما موفق به کسب هیچ امتیازی نشد.
بریجر در ۳۰ ژوئیه ۱۹۹۱ در لوژی کولدستون، ابردین‌شیر درگذشت.